# Vasco Fernández de Toledo
Vasco Fernández de Toledo, a veces Blas Fernández de Toledo (Toledo, finales del siglo XIII-Braga, 18 de noviembre de 1372) fue un eclesiástico de origen castellano. Perteneció a una familia de la alta nobleza. Desempeñó varios cargos eclesiásticos en los reinos de Castilla y Portugal durante el siglo XIV.

## Biografía
Nació en Toledo a finales del siglo XIII, hijo de Fernán Gómez de Toledo y de su esposa Teresa Vázquez de Acuña. Pertenecía a una familia de la alta nobleza castellana. Su padre fue camarero mayor del rey Fernando IV y hermano del arzobispo de Toledo Gutierre Gómez de Toledo y su madre, una de las nodrizas del futuro rey Pedro I.
Debió ser el segundo o el tercero de siete hermanos. Entre ellos: Pedro Suárez de Toledo, camarero mayor del rey Pedro I; Gutierre Fernáéndez de Toledo, que ocupó varios cargos oficiales del mismo rey; Constanza Fernández de Toledo; y Juana Gómez de Toledo. Gutierre Gómez de Toledo, maestre de Alcántara, y Diego Gómez de Toledo eran sus sobrinos.
Hizo sus estudios en Tolosa (Francia), por entonces una de las ciudades más importantes de Europa, donde residió por varios años. También residió por un tiempo en Montpellier. Poco más se sabe con certeza de su carrera eclesiástica, pero en 1320 aparece como canónigo de la catedral de Toledo y en 1333 como su deán. Ocupó el cargo de canciller mayor con Alfonso XI. Durante los primeros años del reinado de Pedro I colaboró con Juan Alfonso de Alburquerque en la dirección política del reino. Ocupó los oficios reales de notario mayor del reino de León y de canciller mayor de la reina madre, María de Portugal, que simpatizaba con los eclesiásticos.
En 1343 fue nombrado obispo de Palencia, donde desplegó una actividad extraordinaria a fin de conseguir una verdadera reforma de su clero y de sus fieles, convocando varios sínodos diocesanos de los que se conservan las actas. Fue nombrado Arzobispo de Toledo en 1353, algunos dicen que por intermediación del cardenal Gil de Albornoz.
Por razones desconocidas, su familia se ganó la enemistad del rey Pedro I. Tras el ajusticiamiento, por orden del rey, de su hermano Gutierre -que por entonces ejercía el cargo de repostero mayor del rey-, en Alfaro (1360), el arzobispo fue desterrado a Portugal, cesando de hecho en 1362 en la sede Toledana. Se conserva una carta suya al rey Pedro I, fechada en la ciudad portuguesa de Coímbra a finales de 1361, en la que manifiesta una gran cultura y un gran amor por los libros.
En 1364 el entonces obispo de Coímbra, el también castellano (y también desterrado por el rey Pedro I) Pedro Gómez de Albornoz, es trasladado a la sede de Lisboa y el papa encarga a Vasco Fernández de Toledo, que por entonces vivía en la ciudad, de la sede de Coímbra como Administrador Apostólico.
En 1371, Vasco Fernández de Toledo (por entonces arzobispo dimisionario de Toledo y Administrador Apostólico de Coímbra) se encuentra en Aviñón visitando al papa Gregorio XI cuando llega la noticia del fallecimiento del obispo de Lisboa. Inmediatamente, el papa nombra a Vasco Fernández de Toledo obispo de Lisboa. Sin embargo, apenas dos meses después, el mismo papa Gregorio XI lo traslada a la sede arzobispal de Braga que, entre tanto, había quedado vacante. Vasco fallece en Braga el 18 de noviembre de 1372.

## Sucesión
| Predecesor: Pedro V                         | Obispo de Palencia 1343 - 1353                           | Sucesor: Reginaldo de Maubernard |
| Predecesor: Gonzalo de Aguilar              | Arzobispo de Toledo 1353 – 1362                          | Sucesor: Gómez Manrique          |
| Predecesor: Pedro Gómez Álvarez de Albornoz | Obispo de Coímbra (Administrador Apostólico) 1364 – 1371 | Sucesor: Pedro Tenorio           |
| Predecesor: Fernando Álvarez de Albornoz    | Obispo de Lisboa 1371                                    | Sucesor: Agapito Colonna         |
| Predecesor: Jean de Cardaillac              | Arzobispo de Braga 1371 – 1372                           | Sucesor: Martín (IV) de Zamora   |

- Datos: Q9092709
- Multimedia: Vasco Fernández de Toledo / Q9092709